# Rodrigo Contreras
Rodrigo Contreras Pinzón (* 2. Juni 1994 in Villapinzón) ist ein kolumbianischer Radrennfahrer.

## Sportlicher Werdegang
Mit dem Radsport begann Contreras im Alter vom 11 Jahren. Nach einem zweiten Platz bei der Vuelta del Porvenir, einer kolumbianischen Rundfahrt für Junioren, wurde das Team Colombia Coldeportes auf ihn aufmerksam, dem er Ende 2013 beitrat. Mit einem Etappensieg bei der Vuelta a Bolivia erzielte er noch 2013 seinen ersten Erfolg bei einem UCI-Rennen. Ein Jahr später wurde er in der U23-Panamerika-Meister im Einzelzeitfahren.
Zur Saison 2016 wurde Contreras Mitglied im damaligen UCI WorldTeam Etixx - Quick-Step. Probleme mit dem europäischen Lebensstil, nach einem Sturz bei der Tour de San Luis gehandicapt und außer Form beendete er nur 13 seiner 16 Rennen, so dass der Vertrag mit Etixx - Quick-Step im gegenseitigen Einvernehmen aufgelöst wurde.
Zurückgekehrt nach Kolumbien wurde Contreras  2017 Mitglied im UCI Continental Team Coldeportes Zenu und ein Jahr später im Continental Team EPM. Vorwiegend bei Rennen des nationalen Kalenders eingesetzt, zeichnete er sich durch seine Stärke im Zeitfahren aus. Allein von Januar bis August 2018 gewann er neun Zeitfahren. Bei den Panamerika-Meisterschaften 2017 gewann er die Silbermedaille, 2018 die Goldmedaille bei den Südamerikaspielen sowie bei den Zentralamerika- und Karibikspielen.
Zur Saison 2019 wechselte Contreras zum UCI WorldTeam Astana-Premier Tech, das bei ihm großes Potential im Zeitfahren sieht. Den ersten Erfolg für sein neues Team erzielte er mit einem Etappensieg bei der Tour du Rwanda 2019. Mit dem Giro d’Italia nahm er 2020 erstmals an einer Grand Tour teil.
Nach der Saison 2021 ging Contreras zurück in seine Heimat, seit dem Jahr 2024 fährt er für das kolumbianische UCI Continental Team Nu Colombia und gewann in seiner ersten Saison die Gesamtwertung der Tour Colombia, bei der er sich vor Richard Carapaz durchsetzte. 2022 und 2023 gewann er dei Vuelta a Boyacá. 2024 siegte er ebenfalls in der Vuelta a Cundinamarca.

## Erfolge
2013
- eine Etappe Vuelta a Bolivia

2014
- Panamerika-Meister – Einzelzeitfahren (U23)

2015
- Mannschaftszeitfahren Czech Tour
- Nachwuchswertung Tour de San Luis

2016
- Mannschaftszeitfahren Tour de San Luis

2017
- Panamerika-Meisterschaften – Straßenrennen

2018
- Südamerikaspiele – Einzelzeitfahren
- Zentralamerika- und Karibikspiele – Einzelzeitfahren

2019
- eine Etappe Tour du Rwanda

2022
- Panamerika-Meisterschaften – Einzelzeitfahren
- eine Etappe Vuelta a Colombia

2024
- Gesamtwertung Tour Colombia
- Gesamtwertung, Prolog, eine Etappe und Punktewertung Vuelta a Colombia

2025
- Panamerika-Meisterschaften – Einzelzeitfahren

## Grand-Tour-Platzierungen
| Grand Tour            | 2020 |
| --------------------- | ---- |
| Giro d’ItaliaGiro     | 110  |
| Tour de FranceTour    | –    |
| Vuelta a EspañaVuelta | –    |